# ネリウム・インターナショナル
ネリウム・インターナショナル (Nerium International) は、アメリカ合衆国テキサス州アディソンに本社を置く、化粧品の製造・販売を主な事業とするグローバル企業である。
主に科学と自然の融合によるエイジングケア製品に力を入れ、フェイス、ボディ、マインドへの総合的なソリューションを開発し提供している。2018年6月現在、日本を含む世界12カ国で事業展開している。

## 概要
Nerium International（ネリウム インターナショナル）は、抗炎症研究の中で発見された新成分 をスキンケアに応用した製品「Nerium Age-Defying Night Cream」の誕生をきっかけに、ジェフ・オルソンにより2011年8月に設立された。Nerium Internationalの社名は、創設当時の製品にNerium Oleander（ネリウム オレアンダー、別名「夾竹桃」）から抽出された成分が配合されていたことが由来となっている。「Make people better (人々をより良くする)」という理念を掲げ、創設以来一貫してエイジングケアや関連の製品ラインを展開している。そして、2018年、Age IQ™やユースファクター™製品を新たにローンチした。 

## 沿革
2011年8月に設立。設立時の取扱製品は「Nerium Age-Defying Night Cream」のみ。2012年には2つ目の製品「Nerium Age-Defying Day Cream」を、2014年には3つ目の製品「Nerium Firming Body Contour Cream」をアメリカで発売した。

海外展開においては、2014年にカナダとメキシコで、2015年に韓国で、2016年に日本とオーストラリアで開業している。

## 日本における展開
日本法人は、2014年11月にネリウム インターナショナル ジャパン 合同会社として設立、2016年7月に開業した。

### 製品一覧
日本で展開する製品ラインは2018年6月現在以下の10点であり、主要製品には“SIG-1273™(テトラメチルヘキサデセニルサクシノイルシステイン2Na)”、“SIG-1191TM(アセチルグルタミノイルファルネシルシステイン)”、EHT(エイコサノイル−５−ヒドロキシ トリプタミド)などの独自成分が含まれている。

#### スキンケア
- Age IQ™ デイクリーム
- Age IQ™ ナイトクリーム
- ダブル クレンジング ボタニカル フェイスウォッシュ
- エイジ エッセンシャル アイセラム
- ボディ クチュール クリーム
- イルマブースト
- モイスチャー アイブイ ブースト

#### ウェルネス
- EHT® メモリー フォーミュラ
- ユースファクター™タブレット
- ユースファクター™ パウダー

## その他の活動
Nerium リップル・ファウンデーション
Nerium Internationalが設立した非営利の団体。様々な非営利団体や企業と提携し、「人々をより良くする」というNerium Internationalのビジョンの実現に取り組んでいる。団体の活動は2012年に始まっており、ビッグ・ブラザーズ・ビッグ・シスターズ・オブ・アメリカ、ワールドビジョン、リブ・ハッピー、サクセス・ファウンデーションなどの団体に対して、2015年時点で累計300万ドル以上の寄付を達成している。

書籍「The Slight Edge」
創設者ジェフ・オルソンは、2013年に自身の成功の秘訣について記した著書「The Slight Edge」を出版している。全米では100万部の売上を突破し、日本でも2016年10月に「スライトエッジ」として邦訳版が出版された。